# 納特斯
納特斯是奥地利蒂罗尔州因斯布鲁克兰县的一个市镇。总面积7.33平方公里，总人口1895人，人口密度258.5人/平方公里（2011年）。